# Giovani Cherini
Giovani Cherini (Soledade, 23 de junho de 1960) é um político e tecnólogo brasileiro, atualmente é deputado federal pelo Rio Grande do Sul, filiado ao Partido Liberal (PL).

## Carreira política
Nas eleições estaduais de 1990, tentou pela primeira vez o cargo de deputado estadual à Assembleia Legislativa do Rio Grande do Sul na 48ª legislatura (1991 — 1995) pelo PDT conseguindo 11.672 votos ficando como suplente do partido.
Em 1992, se candidatou pelo PDT a prefeito de Soledade, conseguindo 3.831 votos, ficando em terceiro e último lugar, na ocasião o eleito foi Paulo Zaluar Berticelli Triches do PSB com 5.984 votos, Célio Franco da Silva do PDS ficou em segundo com 4.549 votos.
Nas eleições estaduais de 1994, tentou pela segunda vez o cargo de deputado estadual à Assembleia Legislativa do Rio Grande do Sul na 49ª legislatura (1995 — 1999) pelo PDT conseguindo 18.965 votos sendo eleito, consegue reeleição nas eleições estaduais de 1998 com 38.691 votos, ocupando cadeira na 50ª legislatura (1999 — 2003), nas eleições estaduais de 2002 consegue sua segunda reeleição com 55.185 votos, ocupando cadeira na 51ª legislatura (2003 — 2007) e nas eleições estaduais de 2006 consegue sua terceira reeleição com 64.523 votos, ocupando cadeira na 52ª legislatura (2007 — 2011).
Em 2001, foi o autor da lei que dispõe sobre a proibição de uso e comercialização de produtos com amianto no estado do Rio Grande do Sul, lei aprovada que proibiu a fabricação de qualquer produto com o mineral em setembro de 2004 e a comercialização em junho de 2005.
Em 2006, quando já tinha conseguido sua terceira reeleição para deputado estadual, teve seu mandato cassado pelo TRE - RS por captação ilícita de votos, o processo de cassação mostrou que Cherini usava três albergues (usados para abrigar pessoas de outras cidades em tratamento de saúde) que estavam situados nas cidades de Porto Alegre, Santa Maria e Passo Fundo como extensão de seu comitê de campanha, nesses locais foram encontrados materiais como faixas, planfletos e pulseirinhas com seu nome e número de registro, o que, no entendimento dos desembargadores do TRE - RS, influenciava as pessoas a votarem nele; porém posteriormente o TSE optou pela preservação do mandato, mas Cheirini ficou inelegível por 3 anos que foi contado a partir do próprio ano de 2006, o TSE também decidiu que essa prática em albergues não seria mais tolerada em eleições futuras.
Nas eleições estaduais de 2010, foi eleito deputado federal pelo PDT com 111.373 votos.
Em 2011, em um de seus últimos atos como presidente da Assembleia Legislativa do Rio Grande do Sul entrou com uma representação contra o músico Tonho Crocco pela música "Gangue da Matriz" que criticou o aumento autoconcedido de 73% nos salários pelos próprios Deputados Estaduais do Rio Grande do Sul em dezembro de 2010, o deputado falou que era um crime contra honra e o título era extremamente agressivo e fazia referência a criminosos que mataram o jovem Alex Thomas, na época Adão Villaverde que se tornou o sucessor na presidência da Assembleia Legislativa, expressou descontentamento discordando da decisão de Cherini, mas em agosto do mesmo ano o próprio Giovani Cherini ingressou com petição pedindo o arquivamento contra o músico com a alegação que não era vítima no processo (seu nome não aparecia na letra, pois como presidente do parlamento gaúcho na ocasião não podia votar) e que defendia a liberdade de expressão, na época Tonho recebeu apoio de uma loja que espalhou 20 outdoors pela capital Porto Alegre e também imenso apoio por redes sociais.
Nas eleições estaduais de 2014 foi reeleito deputado federal pelo PDT com 115.294 votos

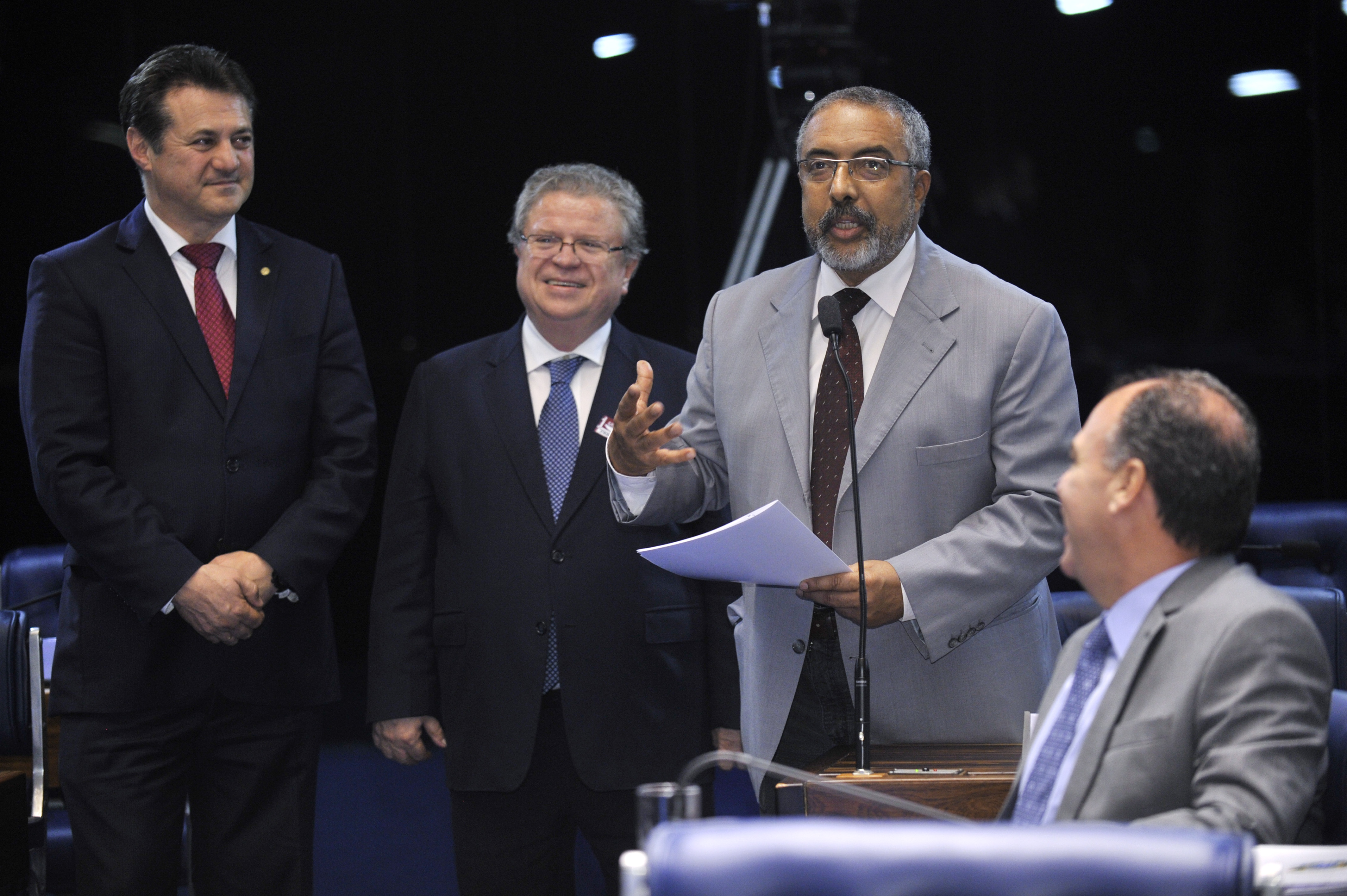
Deputado Giovani Cherini (à esquerda), na época ainda no (PDT-RS), em plenário do Senado Federal durante sessão deliberativa ordinária, acompanhando pronunciamento do senador Paulo Paim (PT-RS).

Em maio de 2016, após contrariar a orientação do PDT e votar favoravelmente a abertura do processo de impeachment de Dilma Rousseff, foi expulso do partido.  Em julho, ingressou no Partido da República.
Ainda em 2016, Cherini teve seu nome ligado a um esquema de corrupção, onde políticos furavam a fila do Sistema Único de Saúde (SUS) em troca de votos, a investigação ganhou reportagem de nível nacional no programa dominical Fantástico da TV Globo, onde no município de São Lourenço do Sul o frentista conhecido como Caco do Posto que depois veio a ser candidato a vereador pelo PDT, confessa sem saber que esta sendo filmado que fazia esse tipo de esquema há três anos para o deputado Cherini e ressalta que se descoberto o deputado poderia ser cassado.
Já durante o Governo Michel Temer, votou a favor da PEC do Teto dos Gastos Públicos. Em agosto de 2017 se ausentou da votação em que se pedia abertura de investigação do então presidente Michel Temer, colaborando com o arquivamento da denúncia do Ministério Público Federal, por motivo de saúde, no caso o deputado estava lutando contra um câncer na garganta, chegando a fazer tratamento com seis sessões de quimioterapia e 33 de radioterapia e também tratamento espiritual com o médium João de Deus no município de Abadiânia no estado de Goiás.
Ainda em 2017, foi autor do projeto que recomendou a inscrição de Chico Xavier (um dos mais importantes expoentes do espiritismo) no Livro dos Heróis e Heroínas da Pátria, depositado no Panteão da Pátria e da Liberdade Tancredo Neves, em 2019 a Comissão de Constituição e Justiça - CCJ aprovou o projeto, e em 2021 o nome de Chico Xavier foi definitivamente inscrito no livro.
Nas eleições estaduais de 2018 foi reeleito deputado federal pelo Partido da República com 151.719 votos.
Ainda em 2018, foi um dos deputados que retirou apoio a Operação Lava Jato que realizou um conjunto de investigações, realizadas pela Polícia Federal do Brasil, chegando a assinar um documento pedindo o indeferimento da operação pelo presidente da Câmara dos Deputados, na época o cargo era ocupado pelo deputado Rodrigo Maia.
Em 2019 votou a favor da reforma da Previdência do governo Jair Bolsonaro, reforma que foi aprovada, algumas mudanças com a reforma foram o aumento do tempo de contribuição para homens e mulheres, foi implantada idade mínima de aposentadoria de 65 anos para homens e 62 anos para mulheres e a pensão por morte passou a estabelecer 50% do valor da aposentadoria que o falecido recebia e mais 10% por dependente, sendo que o valor final não pode ser inferior a 1 salário mínimo.
Em 2021 foi autor da proposta para ressuscitar o projeto conhecido como "distritão", que alteraria o sistema de votação para deputados e vereadores, esse projeto anteoriormente foi votado e rejeitado duas vezes pelo plenário da Câmara dos Deputados, em 2015 e em 2017, cientistas políticos afirmam que com esse projeto a consistência partidária fica em segundo plano, a qualidade da democracia piora e a representatividade fica degradada; a proposta gerou uma reportagem no Jornal Nacional da TV Globo, onde o cientista político Cláudio Couto da FGV diz:
| “ | O ‘distritão’ é um grande desserviço à democracia brasileira porque ele primeiro favorece aqueles que são muito famosos ou que têm muito dinheiro para fazer campanha, porque é um voto super personalizado. Ele é um voto dado a um indivíduo, se ele é muito conhecido, e aí, consequentemente, acaba prejudicando tanto os partidos que se enfraquecem como aquelas representações de grupos minoritários, de setores da sociedade. É muito menos uma discussão de ideias e mais uma discussão de pessoas que vai pautar a eleição. Então é uma eleição mais cara e menos representativa. | ” |

Ainda em 2021, apareceu na lista de 30 parlamentares apurada pelo jornal O Estado de S. Paulo que veio a rastrear os políticos que destinaram verbas públicas para compras de tratores e máquinas agrícolas em transações sob suspeita de superfaturamento, esse procedimento foi feito cruzando dados de uma planilha interna do Ministério do Desenvolvimento Regional e um relatório da Controladoria-Geral da União (CGU), além de Cherini, outros três deputados gaúchos figuram na lista, são eles: Lucas Redecker, Marlon Santos e Maurício Dziedricki.
Nesse ano ainda em sessão da Comissão de Constituição e Justiça - CCJ da Câmara dos Deputados em meio a Pandemia de COVID-19 falou que o câncer que vitimou Bruno Covas, ex-prefeito de São Paulo, foi agravado pelo uso de máscaras durante sua campanha para prefeito em 2020, pois as máscaras evitavam com que as células respirassem, a Sociedade Brasileira de Oncologia Clínica (SBOC) repudiou a fala do deputado e afirmou que a informação é falsa, especialistas em oncologia afirmaram que a declaração não encontra respaldo científico.
Também em 2021, votou favorável a PEC do voto impresso, PEC que não conseguiu aprovação e que se originou pelas acusações do presidente Jair Bolsonaro de que ocorre fraude no sistema de votação por meio da urna eletrônica, mesmo sem conseguir apresentar provas;o deputado também votou favorável ao projeto de impeachment de ministros do STF, mas o projeto foi rejeitado pela Comissão de Constituição e Justiça - CCJ, o projeto viabilizaria impeachment de ministros do STF por “usurpar competência do Congresso Nacional”, sendo assim, decisões como a que tornou a homofobia crime poderia ser motivo de destituição de um ministro.
Em 2022, votou contra a urgência do Projeto de Lei - PL de combate a fake news, com seu voto a urgência foi rejeitada, na ocasião Cherini declarou que o projeto tem como objetivo retirar a vitória de Jair Bolsonaro (candidato a reeleição à presidência da república) no 1º turno e quando o STF, o TSE e a mídia são favoráveis, os deputados precisam ser contrários.
Nas eleições estaduais de 2022 foi reeleito pelo Partido Liberal (PL), mais uma vez deputado federal à uma cadeira na Câmara dos Deputados para a 57.ª legislatura (2023 — 2027) com 162.036 votos.
Em 2023, esteve na coordenação da Bancada gaúcha no Congresso Nacional, que destinou R$ 227 milhões em emendas parlamentares a municípios do Rio Grande do Sul. Entre os repasses realizados, destacam-se R$ 500 mil ao Hospital Geral de Caxias do Sul, R$ 350 mil para a compra de uma ambulância em São José do Hortêncio, e R$ 300 mil para a implantação de uma cozinha escola em Três Passos. Ainda em 2023, Cherini participou de evento do PL em Santa Maria, no qual convidou o vice-prefeito Rodrigo Decimo a se filiar ao partido e lançou sua pré-candidatura à prefeitura da cidade. No mesmo ano, recebeu o título de Cidadão de Porto Alegre, concedido pela Câmara Municipal de Porto Alegre.
Em 2024, destinou recursos por meio de emendas parlamentares a diversos municípios do Rio Grande do Sul. Em março, encaminhou R$ 333 mil à Secretaria Municipal de Saúde de Ibarama, para a compra de uma van utilizada no transporte de pacientes. Também em março, anunciou a destinação de R$ 1,2 milhão para entidades de Soledade, incluindo repasses ao Hospital Frei Clemente, à Escola Eurípides Dalla Costa, à Polícia Rodoviária Federal e à APAE local. Em abril, formalizou emenda de R$ 500 mil ao Hospital São Sebastião Mártir, em Venâncio Aires, com a justificativa de auxiliar na redução do déficit financeiro da instituição. No mesmo período, destinou R$ 50 mil para a APAE de Candelária. Em Lagoa Vermelha, participou da entrega de uma escavadeira hidráulica adquirida com recursos federais e comentou sobre a implantação de práticas integrativas de saúde no município, com base em emenda de R$ 150 mil de sua autoria. Também destinou R$ 250 mil para a compra de um trator agrícola em Farroupilha, segundo divulgado pela administração municipal.

## Desempenho eleitoral
| Ano  | Eleição                       | Cargo             | Partido | Votos         | Resultado  |
| ---- | ----------------------------- | ----------------- | ------- | ------------- | ---------- |
| 1990 | Estadual do Rio Grande do Sul | Deputado Estadual | PDT     | 11.672 votos  | Suplente   |
| 1992 | Municipal de Soledade         | Prefeito          | PDT     | 3.831 votos   | Não eleito |
| 1994 | Estadual do Rio Grande do Sul | Deputado Estadual | PDT     | 18.965 votos  | Eleito     |
| 1998 | Estadual do Rio Grande do Sul | Deputado Estadual | PDT     | 38.691 votos  | Reeleito   |
| 2002 | Estadual do Rio Grande do Sul | Deputado Estadual | PDT     | 55.185 votos  | Reeleito   |
| 2006 | Estadual do Rio Grande do Sul | Deputado Estadual | PDT     | 64.523 votos  | Reeleito   |
| 2010 | Estadual do Rio Grande do Sul | Deputado Federal  | PDT     | 111.373 votos | Eleito     |
| 2014 | Estadual do Rio Grande do Sul | Deputado Federal  | PDT     | 115.294 votos | Reeleito   |
| 2018 | Estadual do Rio Grande do Sul | Deputado Federal  | PR      | 151.719 votos | Reeleito   |
| 2022 | Estadual do Rio Grande do Sul | Deputado Federal  | PL      | 162.036 votos | Reeleito   |